# 〜両親ラブストーリー〜オヤコイ
『〜両親ラブストーリー〜オヤコイ』（〜りょうしんラブストーリー〜オヤコイ）は、2018年9月27日から読売テレビの制作により、日本テレビ系列の木曜プラチナイト枠で不定期放送されている恋愛ドラマバラエティ番組。

## 番組概要
2人の出会いや馴れ初めなどを、タレントの両親に徹底取材の上でドラマ化。スタジオゲストのタレント本人と共に、そのドラマを鑑賞する「共感型バラエティー」
バラエティ番組ではあるが、再現ドラマの制作はテレビドラマの制作スタッフが担当しており、キャストに本職の俳優・女優を起用するなど、一般的な再現ドラマの域を超えた本格的なドラマとなっている。
また、第2回の放送から、ドラマ化が実現しなかったスタジオゲストの両親のエピソードを「パネル DE オヤコイ」と題し、スタジオに用意されたボードと極めて簡素な再現コントVTRで紹介する企画も登場した。

## 出演者
MC
- 加藤浩次（極楽とんぼ）[1]
- 松岡茉優[1]

## スタッフ
- 構成：樅野太紀、酒井義文、楠田信行、谷口マサヒト
- 制作著作：読売テレビ

### ドラマスタッフ
- 脚本：北川亜矢子
- 撮影：貝谷慎一
- VE：宇野知之（第1回）
- 音声：栃木光信（第2・3回）
- 照明：押木佑介（第1回）、北條誠（第2・3回）
- 編集：平賀雄貴（第1回）、佐藤和志（第2・3回）
- ライン編集：越野善美（第1回）、佐藤倫子（第2・3回）
- MA：蜂谷博（第1回）、野田稔晃（第2・3回）
- 選曲：近藤隆史（第2・3回）
- 音響効果：岩崎晋介（第2・3回）
- スタジオ担当：入蔵謙二（第2・3回）
- 撮影MG：岩崎晋介（第2・3回）
- 技術プロデューサー：友部節子（第1回）
- アートコーディネーター：大野恭一郎
- 装飾：錦織洋史
- 衣装：大友洸介（第1回）、木村美姫（第2・3回）
- 持道具：山本恵（第1回）、有馬涼夏（第2・3回）
- ヘアメイク：杉村千春（第1回）、西日菜子（第2・3回）
- 美術プロデューサー：吉田敬（第1回）
- アートプロデューサー：吉田敬（第2・3回）、大倉健介（第2・3回）
- 演出補：杉下敏也（第1回）、大畑真治（第2・3回）
- 制作担当：持田一政（第1回）、松岡利光（第2・3回）
- 撮影協力：NPO法人 小山町フィルムコミッション、小山フィルムファクトリー、隠家、有限会社さかなや、株式会社アートワークスラパン、アロハテラス木更津（以上 第2・3回）
- 演出：小椋久雄

### スタジオスタッフ
- CAM：清水貴能
- VE：田中信幸
- 照明：鹿島雄司（第1回）、北條誠（第2・3回）
- 音声：安澤貴幸（第1回）、千田優奈（第2・3回）
- アートコーディネーター：林勇（第1回）、大野恭一郎（第2・3回）
- ヘアメイク：大高里恵（第1回）、西日菜子（第2・3回）
- 美術プロデューサー：永田勝明（第1回）
- アートプロデューサー：吉田敬（第2・3回）、大倉健介（第2・3回）
- ナレーション：ゴブリン
- 編集：林迪晴
- MA：塩釜亮平（第1回）、内田明弘（第2・3回）
- 選曲：近藤隆史
- 音響効果：壁谷貴弘（第1回）、岩屋亮太（第2・3回）
- タイトルCG：島田初哉（第1回）、島田和哉（第2・3回）
- 協力：フジアール（第1-3回）、バスク、ラ・ルーチェ、SPOT、Storm Rider（以上 第1回）、パナソニック映像株式会社、ロケット、SPOT（以上 第2・3回）
- 撮影協力：Club MARUYAMA59、御殿場市フィルムコミッション、富士すそのフィルム・コミッション（以上 第1回）、TRUNK BY SHOTO GALLERY（第2・3回）
- 宣伝：斉藤渉、川島拓（第2・3回）
- デスク：野月智恵
- ディレクター：原田浩司、新井孝輔
- AP：寺西泰寿（第1回）、武藤佑樹（第2・3回）
- AD：宮﨑里奈（第2・3回）
- 協力プロダクション：ベイシス
- 制作協力：吉本興業
- プロデューサー：伊藤隆洋、汐口武史、森俊和、鈴木一慶、柳川由紀子、齋藤理恵子（以上 第1-3回）、深野和伸（第1回）、高宮一徳（第2・3回）
- 演出・プロデューサー：藪木健太郎
- チーフプロデューサー：勝田恒次

## 受賞
- 第45回 放送文化基金賞[2][3]
  - テレビエンターテインメント 優秀賞
  - 個別分野 企画賞（樅野太紀）
- 第19回 国際放送映像見本市（BCWW）[3][2]
  - 国際フォーマットピッチング 最優秀賞
- 第35回 ATP賞テレビグランプリ[2]